# フェリックス・ガイヤール
フェリックス・ガイヤール・デメ（Félix Gaillard d'Aimé, 1919年11月5日 - 1970年7月10日）は、フランスの政治家。1957年から1958年までフランス第四共和政における閣僚評議会議長(首相)の地位にあった。
国税庁官吏を経て、第二次世界大戦中、レジスタンス運動に参加、財務委員会に所属する。戦後、急進党に入党し、1946年シャラント県から下院国民議会議員に選出される。戦後、発足した第四共和政にあって、1957年経済・財政相（大蔵大臣、財務大臣に相当）を経て、同年11月に当時最年少の38歳で首相に就任した（この記録は後にローラン・ファビウスによって塗り替えられる）。
1958年2月8日フランス空軍がチュニジア領内のサキエト村を爆撃した（サキエト事件）。サキエト村にはアルジェリア民族解放戦線（FLN）の基地があったが、中立国への爆撃で女性や子供69名が死亡する惨事となった。アルジェリア派遣軍からは作戦に関してまったく知らされていなかったガイヤール内閣は事件の責任を軍部に押しつけた。しかし「フランスのアルジェリア」を主張する軍人、コロンのみならず、アルジェリア全土、さらにはフランス本国での支持を全く失うこととなり、同年5月ガイヤール内閣は総辞職した。
内閣総辞職後の1958年急進党総裁（党首）に就任し、広範な中道勢力の結集を図った。しかし、シャルル・ド・ゴールによる第五共和政の成立によってその政治的キャリアは終焉を余儀なくされた。
1970年7月ヨット事故で死去。